# Эвелин, Дебора
Де́бора Сохаче́вски Э́велин (порт.-браз.  Deborah Sochaczewski Evelyn; род. 12 марта 1966, Рио-де-Жанейро) — бразильская актриса. Лауреат премии «Prêmio Shell» за лучшую женскую роль, также номинирована на премию «Prêmio Qualidade Brasil» и «Prêmio Extra». Стала широко известна благодаря тому, что изображала эмоционально неустойчивых, горьких и амбициозных женщин в мыльных операх.
После изучения актёрского мастерства в Школе драматического искусства Университета Сан-Паулу она начала свою карьеру актрисы в мини-сериале «Ветряные мельницы» (1983) на телеканале TV Globo. Позже она получила признание за участие в теленовеллах «Судьба мой грех» (1984) и «Гулящая кошка» (1985). В 1990 году она получила признание за роль Алкмены в мини-сериале «Желание» и в том же году получила выдающуюся роль в мыльной опере «Черный капуцин». С тех пор она присоединилась к основному составу многочисленных телевизионных постановок.
В 2003 году она сыграла одну из главных героинь в теленовелле «Знаменитость» на канале Rede Globo, за которую она получила свою первую номинацию на премию «Contigo! de TV за лучшую женскую роль второго плана». В 2005 году она получила премию «Prêmio Shell» за драматическую игру в пьесе «Baque». За свой антагонистический персонаж в теленовелле «Лица и рты» (2009), злодейку Жудит Силвейра Лонтра, она была номинирована на премию «Prêmio Qualidade Brasil» за лучшую женскую роль второго плана.

## Биография

### Ранние годы и карьера
Родилась 12 марта 1966 года в Рио-де-Жанейро в семье экономиста Гарольдо Брюса Эвелина и Сузаны Сохачевски Эвелин, и сестра Карлоса Эвелина. Также является племянницей актрисы Ренаты Сорры, младшей сестрой своей матери Сузаны. Имеет еврейское происхождение.
В 1982 году Дебора окончила Школу драматического искусства Университета Сан-Паулу, где также получила степень в области Общественных наук.
Дебора дебютировала на телевидении в 17 лет, в мини-сериале «Ветряные мельницы» режиссёра Уолтера Аванчини.
Среди её телевизионных ролей можно выделить романтическую Рут из «Новая жизнь» (1988/1989) и Лениту Пентеадо из «Кошка съела» (1985), наивную Ракел из «Гипернапряжения» (1986), Журналистку Иони из «Взрыва в сердце» Базилию из мини-сериала «Стена» и невротичную Беатрис Васконселос Аморим из «Знаменитости» (2003/2004) Жилберту Браги. В 2006 году она сыграла роль Саломе в мини-сериале «Жуселино Кубичек», все на Rede Globo. Помимо телевидения, она также снимается в театре и кино, участвуя в фильмах «Женщины Бразилии» и «Самая большая любовь в мире», а также в спектаклях «Банкет» и «Бог резни».
Свою первую антагонистку в мыльных операх она сыграла в роли извращенной Джудит в «Лица и рты». В 2011 году она сыграла социальную альпинистку Юнис в «Безрассудное сердце»,  9-часовой мыльной опере Жилберто Браги и Рикардо Линьяреса.  В 2013 году она получила роль загадочной Ирен Фиори в мыльной опере «Хорошая кровь» Марии Аделаиды Амарал и Винсента Виллари. В 2015 году Дебора получила роль Инес в телесериале «Вавилония», но руководство TV Globo перевело её в актёрский состав следующей мыльной оперы «Правила игры» Жуана Эмануэла Карнейру. По сюжету Карнейру она играет Кики, дочь миллионера, которую похищают по велению собственного отца и которая влюбляется в своего похитителя.  В 2017 году она дебютировала в роли Альсиры в мыльной опере «Время любить» на канале Rede Globo.
Во второй половине 2022 года она сыграет главную роль в новой постановке пьесы «Три высоких женщин» Эдварда Олби с Сьюли Франко и Наталией Дилл в ролях A, B и C, в которой происходит столкновение трёх женщин на разных этапах жизни: молодость, зрелость и старость.

## Личная жизнь
В 1988 году Дебора вышла замуж за телевизионного режиссёра Денниса Карвальо, от которого в 1993 году у неё родилась единственная дочь Луиза. После 24 лет их союза они расстались в декабре 2012 года.
26 апреля 2014 года Дебора вышла замуж за немецкого архитектора Детлева Шнайдера.